# دوفیر

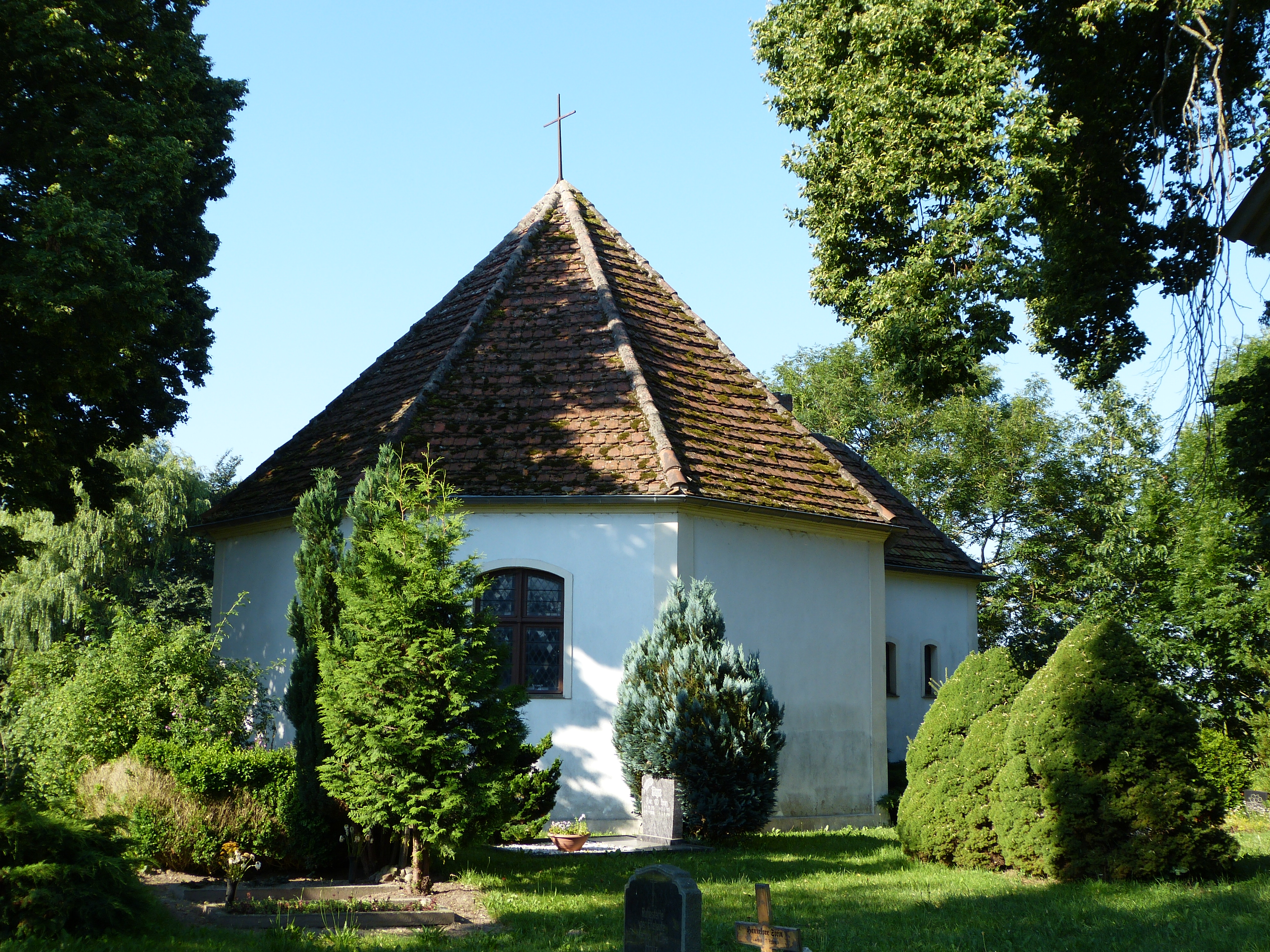
نمایی از طبیعت و یک خانه در شهر

دوفیر (به آلمانی: Düvier) یک منطقهٔ مسکونی در آلمان است که در لویتس واقع شده‌است. دوفیر ۵۱۶ نفر جمعیت دارد.